# Australian Journal of Agricultural and Resource Economics
Australian Journal of Agricultural and Resource Economics is een internationaal, aan collegiale toetsing onderworpen wetenschappelijk tijdschrift op het gebied van de
agro-economie en
agropolitiek.
De naam wordt in literatuurverwijzingen meestal afgekort tot Aust. J. Agr. Resource Econ.
Het wordt uitgegeven door Wiley-Blackwell namens de Australian Agricultural and Resource Economics Society en verschijnt 4 keer per jaar.